# Anthribola quinquemaculatus
Anthribola quinquemaculatus är en skalbaggsart som först beskrevs av Waterhouse 1875.  Anthribola quinquemaculatus ingår i släktet Anthribola och familjen långhorningar.
Artens utbredningsområde är Madagaskar. Inga underarter finns listade i Catalogue of Life.